# Classics Three PASTEL 夢の蕾
『Classics Three PASTEL 夢の蕾』（クラシックス・スリー・パステル ゆめのつぼみ）は、DEENのコンセプチュアル・マキシシングル。

## 作品解説
- 毎回テーマに沿ってDEENのアナザーサイドを見せていくシングルの第3弾。
- 約7年ぶりのクラシックシリーズ・シングル。「Classics Three SAKURA」としてシリーズ第3弾が2003年にリリースされる予定だったが変更されてデビュー10周年を迎えて最初のシングル「翼を風に乗せて〜fly away〜」としてリリースされたため、本作が正式なシリーズ第3弾作品となった。

## 収録トラックス
1. 夢の蕾 <Aperitivo>
作曲：山根公路 編曲：時乗浩一郎
2. 夢の蕾
作詞：池森秀一 作曲：山根公路 編曲：山根公路
テレビ朝日系『ビートたけしのTVタックル』エンディングテーマ。
3. 僕の未来
作詞：池森秀一 作曲・編曲：田川伸治
4. 夢の蕾 <Sorbetto>
作曲：山根公路 編曲：田川伸治
5. 遠い空で <Acoustic Band Style>
作詞：小松未歩 作曲：吉江一男・小松未歩 編曲：Steve Good
6. 素顔で笑っていたい <Heartstrings Style>
作詞：池森秀一 作曲：織田哲郎 編曲：田川伸治
7. 夢の蕾 <Dolce>
作曲・編曲：山根公路

## 収録アルバム
- 『DEEN The Best Classics』(#2,3,5,6)
- 『DEENAGE MEMORY -20周年記念ベストアルバム-』(#2)
- 『Another Side Memories〜Precious Best II〜』(#3)
- 『DEEN The Best FOREVER 〜Complete Singles +〜』(#2)